# Дољи (Пескара)
Дољи (итал. Dogli) је насеље у Италији у округу Пескара, региону Абруцо.
Према процени из 2011. у насељу је живело 25 становника. Насеље се налази на надморској висини од 644 м.